# 朱爾·維克托·熱尼松

亞眠主教座堂内部，1842 年，現藏於聖保羅州立藝廊

朱爾·維克托·熱尼松（法語：Jules Victor Génisson，法語發音：[ʒyl viktɔʁ ʒenisɔ̃]，1805年2月24日—1860年10月10日）是比利時畫家，主要以建築畫聞名。

## 生平
熱尼松於1805年出生於法國北部的圣奥梅尔，在安特衛普皇家美術學院學習，師從马特乌斯·伊格纳修斯·范布雷。他在西歐各地廣泛旅行，並繪製大教堂的內景。他是約瑟夫·馬斯維恩（Joseph Maswiens）和他自己的兒子乔治-保罗·热尼松（Georges-Paul Génisson）的老師。
1860 年在布魯日去世。